# Badepalle
Badepalle é uma vila no distrito de Mahbubnagar  , no estado indiano de Andhra Pradesh.

## Demografia
Segundo o censo de 2001, Badepalle tinha uma população de 29 822 habitantes. Os indivíduos do sexo masculino constituem 51% da população e os do sexo feminino 49%. Badepalle tem uma taxa de literacia de 67%, superior à média nacional de 59,5%; com 57% para o sexo masculino e 43% para o sexo feminino. 13% da população está abaixo dos 6 anos de idade.